# Dance/Electronic Songs
El Hot Dance/Electronic Songs es un listado de popularidad musical publicado semanalmente por la revista Billboard en los Estados Unidos desde enero de 2013. En él, se dan a conocer las 50 canciones más populares de música electrónica y dance según la rotación monitoreada de las canciones, las descargas digitales, el streaming en línea monitoreado y la reproducción en las discotecas. Se introdujo luego de un aumento en la popularidad del género en los Estados Unidos.
La lista reemplazó la categoría Dance/Electronic Singles Sales, que apareció hasta finales de 2013.
La primera canción número uno en esta lista fue «Scream & Shout» de will.i.am y Britney Spears en la edición de la semana del 26 de enero de 2013.

## Antecedentes y criterios de la lista
Como resultado del aumento de la popularidad de la música dance y electrónica, Billboard introdujo la lista Dance/Electronic Songs en enero de 2013 para compilar las canciones más populares de estos géneros según la rotación monitoreada de las canciones, las ventas de sencillos, las descargas digitales, el streaming en línea monitoreado y la reproducción en discotecas publicadas semanalmente. Son monitoreados por Nielsen SoundScan, Nielsen BDS, BDS desde servicios de streaming como Spotify y Xbox Music, y por un panel selecto de 140 disc jockeys en todo Estados Unidos. Utiliza la misma metodología que se utiliza para el Billboard Hot 100 de todos los géneros. Está separado de las listas Dance Club Songs y Dance/Electronic Digital Songs, siendo que la primera compila las reproducciones más populares en discotecas, y la segunda se basa en la mayor cantidad de ventas. Las canciones serán elegibles para aparecer en la lista de canciones dance/electrónicas según su "esencia sonora y tempo", sin embargo, las versiones remezcladas de música dance de canciones que originalmente son de pop, rock, R&B, hip hop y/o canciones de otros géneros no son elegibles para su inclusión, independientemente de si aparece en las listas Dance Club Songs o Dance/Mix Show Airplay.

## Estadísticas de la lista

### Canciones con más semanas en el número uno
| Semanas | Canción                    | Artista                       | Año(s)  | Ref.   |
| ------- | -------------------------- | ----------------------------- | ------- | ------ |
| 69      | «Happier»                  | Marshmello y Bastille         | 2018–20 | [ 3 ]  |
| 55      | «I'm Good (Blue)»          | David Guetta y Bebe Rexha     | 2022–23 | [ 4 ]  |
| 52      | «Miles on It»              | Marshmello y Kane Brown       | 2024–25 |        |
| 36      | «Cold Heart (PNAU remix)»  | Elton John, Dua Lipa y PNAU   | 2021–22 | [ 5 ]  |
| 33      | «The Middle»               | Zedd, Maren Morris y Grey     | 2018    | [ 6 ]  |
| 27      | «Closer»                   | The Chainsmokers con Halsey   | 2016–17 | [ 7 ]  |
| 26      | «Wake Me Up»               | Avicii                        | 2013–14 | [ 8 ]  |
| 25      | «Something Just Like This» | The Chainsmokers y Coldplay   | 2017    | [ 9 ]  |
| 23      | «Lean On»                  | Major Lazer y DJ Snake con MØ | 2015–16 | [ 10 ] |
| 23      | «Roses»                    | Saint Jhn y Imanbek           | 2020    | [ 11 ] |

### Artistas con la mayor cantidad de éxitos número uno
| Posición | Artista           | Recuento de números uno | Ref.   |
| -------- | ----------------- | ----------------------- | ------ |
| 1        | The Chainsmokers  | 6                       | [ 12 ] |
| 2        | Calvin Harris     | 4                       | [ 13 ] |
| 2        | Marshmello        | 4                       | [ 14 ] |
| 2        | Zedd              | 4                       | [ 15 ] |
| 3        | Lady Gaga         | 3                       | [ 16 ] |
| 3        | Ariana Grande     | 3                       | [ 17 ] |
| 4        | Dua Lipa          | 2                       | [ 18 ] |
| 4        | DJ Snake          | 2                       | [ 19 ] |
| 4        | Major Lazer       | 2                       | [ 20 ] |
| 4        | Elton John        | 2                       | [ 21 ] |
| 4        | Britney Spears    | 2                       | [ 22 ] |
| 4        | Justin Bieber     | 2                       | [ 23 ] |
| 4        | Pharrell Williams | 2                       | [ 24 ] |
| 4        | Selena Gomez      | 2                       | [ 25 ] |
| 4        | Avicii            | 2                       | [ 26 ] |
| 4        | David Guetta      | 2                       | [ 27 ] |
| 4        | Bebe Rexha        | 2                       | [ 28 ] |
| 4        | MØ                | 2                       | [ 29 ] |